# Agosto (condado de Osage)

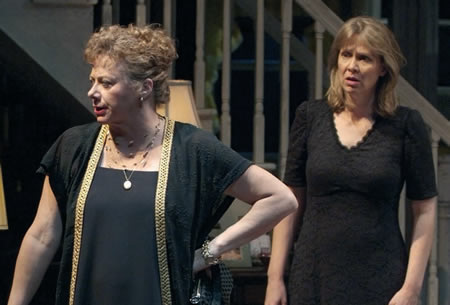
Rondi Reed y Amy Morton en una imagen de la función original de Chicago

Agosto (condado de Osage) (August: Osage County, en su título original) es una obra de teatro en tres actos del dramaturgo estadounidense Tracy Letts, estrenada en 2007.

## Argumento
Ambientada en Pawhuska, Oklahoma, durante el caluroso mes de agosto, la obra se centra en las relaciones personales en el seno de los Weston, una familia desestructurada, que se reencuentra con motivo de la extraña desaparición de Beverly Weston, el patriarca. En el desarrollo de la acción salen a relucir las miserias del clan, anclado en los desafectos de Violet, una madre enferma de cáncer de boca y adicta a los medicamentos y sus tres hijas, Barbara, Ivy y Karen y su nieta Jean, portadoras asimismo de sus propias desgracias.

## Representaciones destacadas
- Downstairs Theatre, Chicago, 28 de junio de 2007. Estreno mundial[1]
  - Intérpretes: Deanna Dunagan (Violet Weston), Amy Morton (Barbara Fordham), Sally Murphy (Ivy Weston), Mariann Mayberry (Karen Weston), Dennis Letts (Beverly Weston), Fawn Johnstin (Jean Fordham), Jeff Perry (Bill Fordham), Rick Snyder (Steve Heidebrecht), Kimberly Guerrero (Johnna Monevata), Francis Guinan (Charlie Aiken), Rondi Reed (Mattie Fae Aiken), Troy West (Sheriff Deon Gilbeau), Ian Barford (Little Charles).

- Imperial Theatre, Broadway, Nueva York, 4 de diciembre de 2007. La función alcanzó las 648 representaciones.[2]
  - Dirección: Anna Shapiro.
  - Intérpretes: Deanna Dunagan - remplazada posteriormente por Estelle Parsons y Phylicia Rashad (Violet Weston), Amy Morton (Barbara Fordham), Sally Murphy (Ivy Weston), Mariann Mayberry (Karen Weston), Dennis Letts (Beverly Weston), Madeleine Martin (Jean Fordham), Jeff Perry (Bill Fordham), Brian Kerwin (Steve Heidebrecht), Kimberly Guerrero (Johnna Monevata), Francis Guinan (Charlie Aiken), Rondi Reed - remplazada posteriormente por Elizabeth Ashley - (Mattie Fae Aiken), Troy West (Sheriff Deon Gilbeau), Ian Barford (Little Charles).

- Teatro Lola Membrives, Buenos Aires, mayo de 2009.[3]
  - Dirección: Claudio Tolcachir.
  - Adaptación: Mercedes Morán.
  - Intérpretes: Norma Aleandro (Violeta), Mercedes Morán (Barbara), Andrea Pietra (Eli), Eugenia Guerty (Carolina), Juan Manuel Tenuta (Ramón), Lucrecia Capello (Mati), Horacio Roca (Miguel), Antonio Ugo (Carlos), Julieta Zylberberg/Vanesa González (Jimena), Esteban Meloni (Carlitos chico), Fabián Arenillas (Marcelo), Gabo Correa (Gilbeau) .

- Teatro La Plaza, Lima, 29 de abril de 2010.
  - Dirección: Juan Carlos Fisher.
  - Intérpretes: Claudia Dammert, Norma Martínez, Montserrat Brugué, Ana Cecilia Natteri, Javier Valdés, Miguel Iza, Sandra Bernasconi, Carlos Victoria, Rómulo Assereto, Alberto Herrera, Carlos Mesta, Nidia Bermejo, Patricia Barreto.

- Teatre Nacional de Catalunya, Barcelona, 25 de noviembre de 2010 (versión en catalán, con el título de Agost).
  - Dirección: Sergi Belbel.
  - Intérpretes: Anna Lizaran, Emma Vilarasau, Jordi Banacolocha, Abel Folk, Montse Germán, Maife Gil, Almudena Lomba, Òscar Molina, Clara de Ramon, Rosa Renom, Albert Triola, Manuel Veiga, Francesc Lucchetti.

- Teatro El Galpón, Montevideo, abril de 2010.[4]
  - Dirección: Héctor Guido.
  - Intérpretes: María Azambuya, Luis Fourcade, Soledad Frugone, Miriam Gleijer, Walter Etchandy, Lucía David de Lima, Alicia Alfonso, Diego Rovira, Estefanía Acosta, Pierino Zorzini, Sandra Américo, Marcos Zarzaj, Pablo Dive.

- Teatro Valle-Inclán, Madrid, 7 de diciembre de 2011.[5]
  - Dirección: Gerardo Vera.
  - Traducción: Ana Riera.
  - Intérpretes: Amparo Baró (Violet), Carmen Machi (Barbara), Alicia Borrachero (Ivy), Clara Sanchís (Karen), Miguel Palenzuela (Beverly), Irene Escolar (Jean), Sonsoles Benedicto (Matty), Antonio Gil (Bill), Gabriel Garbisu (Steve), Chema Ruiz (Deon Gilbeau), Marina Seresesky (Johnna), Abel Vitón (Charlie), Markos Marín (Pequeño Charles).

- Teatro Infanta Leonor (Jaén), Jaén, 25 de noviembre de 2016.[6]
  - Dirección: Carlos Aceituno.
  - Intérpretes: Teresa Arbolí (Violet), Cristina Mediero (Barbara), Amada Santos (Ivy), Noelia Camacho (Karen), Teresa Quesada (Jean), Luisa Medina (Matty), Pedro Lendínez (Bill), Oliver Gil (Steve), Oscar Cabrera (agente Gilbeau), Laura Cruz (Johnna), Guerrero Santisteban (Charlie), Chema Trujillo (Charles junior "Pichu").